# Trai Hume
Trai Hume (Ballymena, 18 marzo 2002) è un calciatore nordirlandese, difensore del Sunderland e della nazionale nordirlandese.

## Carriera

### Club
Cresciuto nel settore giovanile del Linfield, ha esordito in prima squadra il 23 aprile 2019, disputando l'incontro di campionato vinto per 5-1 contro il Cliftonville. Promosso in prima squadra al termine della stagione, trova fatica a ritagliarsi spazio nella rosa. Così, l'anno successivo viene prestato al Ballymena United per l'intera stagione. Rientrato dal prestito nell'estate del 2021, fa anche il suo debutto nelle coppe europee, seppur nei turni preliminari. Il 4 gennaio 2022 viene acquistato dal Sunderland.

### Nazionale
Ha rappresentato le nazionali giovanili nordirlandesi Under-15, Under-17, Under-19 ed Under-21.
Il 29 marzo 2022 ha esordito con la nazionale maggiore nordirlandese, giocando l'amichevole persa per 0-1 contro l'Ungheria.
Il 5 settembre 2024 indossa per la prima volta la fascia di capitano nella vittoria per 2-0 in Nations League contro il Lussemburgo.

## Statistiche

### Presenze e reti nei club
Statistiche aggiornate al 2 giugno 2022.
| Stagione          | Squadra           | Campionato        | Campionato | Campionato | Coppe nazionali | Coppe nazionali | Coppe nazionali | Coppe continentali | Coppe continentali | Coppe continentali | Altre coppe | Altre coppe | Altre coppe | Totale | Totale |
| Stagione          | Squadra           | Comp              | Pres       | Reti       | Comp            | Pres            | Reti            | Comp               | Pres               | Reti               | Comp        | Pres        | Reti        | Pres   | Reti   |
| ----------------- | ----------------- | ----------------- | ---------- | ---------- | --------------- | --------------- | --------------- | ------------------ | ------------------ | ------------------ | ----------- | ----------- | ----------- | ------ | ------ |
| apr. 2019         | Linfield          | IFA-P             | 2          | 0          | CIN+CdL         | -               | -               |                    | -                  | -                  |             | -           | -           | 2      | 0      |
| 2019-2020         | Linfield          | IFA-P             | 2          | 0          | CIN+CdL         | 0               | 0               | UCL+UEL            | 0                  | 0                  |             | -           | -           | 2      | 0      |
| 2020-2021         | Ballymena Utd     | IFA-P             | 34         | 5          | CIN             | 3               | 1               |                    | -                  | -                  |             | -           | -           | 37     | 6      |
| 2021-gen. 2022    | Linfield          | IFA-P             | 17         | 3          | CIN+CdL         | 0+1             | 0               | UCL+UECL           | 1+4                | 0                  |             | -           | -           | 23     | 3      |
| gen.-giu. 2022    | Sunderland        | FL1               | 3          | 0          | FACup+CdL       | 0               | 0               |                    | -                  | -                  | FLT         | -           | -           | 3      | 0      |
| 2022-2023         | Sunderland        | FLC               | 28+2       | 1+1        | FACup+CdL       | 3+1             | 0               |                    | -                  | -                  |             | -           | -           | 34     | 2      |
| Totale Sunderland | Totale Sunderland | Totale Sunderland | 31+2       | 1+1        |                 | 4               | 0               |                    | -                  | -                  |             | -           | -           | 37     | 2      |
| Totale carriera   | Totale carriera   | Totale carriera   | 88         | 10         |                 | 8               | 1               |                    | 5                  | 0                  |             | -           | -           | 101    | 11     |

### Cronologia presenze e reti in nazionale
| Cronologia completa delle presenze e delle reti in nazionale ― Irlanda del Nord | Cronologia completa delle presenze e delle reti in nazionale ― Irlanda del Nord | Cronologia completa delle presenze e delle reti in nazionale ― Irlanda del Nord | Cronologia completa delle presenze e delle reti in nazionale ― Irlanda del Nord | Cronologia completa delle presenze e delle reti in nazionale ― Irlanda del Nord | Cronologia completa delle presenze e delle reti in nazionale ― Irlanda del Nord | Cronologia completa delle presenze e delle reti in nazionale ― Irlanda del Nord | Cronologia completa delle presenze e delle reti in nazionale ― Irlanda del Nord |
| Data                                                                            | Città                                                                           | In casa                                                                         | Risultato                                                                       | Ospiti                                                                          | Competizione                                                                    | Reti                                                                            | Note                                                                            |
| ------------------------------------------------------------------------------- | ------------------------------------------------------------------------------- | ------------------------------------------------------------------------------- | ------------------------------------------------------------------------------- | ------------------------------------------------------------------------------- | ------------------------------------------------------------------------------- | ------------------------------------------------------------------------------- | ------------------------------------------------------------------------------- |
| 29-3-2022                                                                       | Belfast                                                                         | Irlanda del Nord                                                                | 0 – 1                                                                           | Ungheria                                                                        | Amichevole                                                                      | -                                                                               | 83’                                                                             |
| 2-6-2022                                                                        | Belfast                                                                         | Irlanda del Nord                                                                | 0 – 1                                                                           | Grecia                                                                          | UEFA Nations League 2022-2023 - 1º turno                                        | -                                                                               | 78’                                                                             |
| 16-6-2023                                                                       | Copenaghen                                                                      | Danimarca                                                                       | 1 – 0                                                                           | Irlanda del Nord                                                                | Qual. Euro 2024                                                                 | -                                                                               | 88’                                                                             |
| 19-6-2023                                                                       | Belfast                                                                         | Irlanda del Nord                                                                | 0 – 1                                                                           | Kazakistan                                                                      | Qual. Euro 2024                                                                 | -                                                                               |                                                                                 |
| 7-9-2023                                                                        | Lubiana                                                                         | Slovenia                                                                        | 4 – 2                                                                           | Irlanda del Nord                                                                | Qual. Euro 2024                                                                 | -                                                                               |                                                                                 |
| 10-9-2023                                                                       | Astana                                                                          | Kazakistan                                                                      | 1 – 0                                                                           | Irlanda del Nord                                                                | Qual. Euro 2024                                                                 | -                                                                               |                                                                                 |
| 14-10-2023                                                                      | Belfast                                                                         | Irlanda del Nord                                                                | 3 – 0                                                                           | San Marino                                                                      | Qual. Euro 2024                                                                 | -                                                                               |                                                                                 |
| 17-10-2023                                                                      | Belfast                                                                         | Irlanda del Nord                                                                | 0 – 1                                                                           | Slovenia                                                                        | Qual. Euro 2024                                                                 | -                                                                               |                                                                                 |
| 17-11-2023                                                                      | Helsinki                                                                        | Finlandia                                                                       | 4 – 0                                                                           | Irlanda del Nord                                                                | Qual. Euro 2024                                                                 | -                                                                               | 85’                                                                             |
| 20-11-2023                                                                      | Belfast                                                                         | Irlanda del Nord                                                                | 2 – 0                                                                           | Danimarca                                                                       | Qual. Euro 2024                                                                 | -                                                                               | 33’                                                                             |
| 22-3-2024                                                                       | Bucarest                                                                        | Romania                                                                         | 1 – 1                                                                           | Irlanda del Nord                                                                | Amichevole                                                                      | -                                                                               |                                                                                 |
| 26-3-2024                                                                       | Glasgow                                                                         | Scozia                                                                          | 0 – 1                                                                           | Irlanda del Nord                                                                | Amichevole                                                                      | -                                                                               |                                                                                 |
| 8-6-2024                                                                        | Palma di Maiorca                                                                | Spagna                                                                          | 5 – 1                                                                           | Irlanda del Nord                                                                | Amichevole                                                                      | -                                                                               | 77’                                                                             |
| 5-9-2024                                                                        | Belfast                                                                         | Irlanda del Nord                                                                | 2 – 0                                                                           | Lussemburgo                                                                     | UEFA Nations League 2024-2025 - 1º turno                                        | -                                                                               | Cap.                                                                            |
| 8-9-2024                                                                        | Plovdiv                                                                         | Bulgaria                                                                        | 1 – 0                                                                           | Irlanda del Nord                                                                | UEFA Nations League 2024-2025 - 1º turno                                        | -                                                                               | Cap. 81’ 82’                                                                    |
| 12-10-2024                                                                      | Zalaegerszeg                                                                    | Bielorussia                                                                     | 0 – 0                                                                           | Irlanda del Nord                                                                | UEFA Nations League 2024-2025 - 1º turno                                        | -                                                                               |                                                                                 |
| 15-10-2024                                                                      | Belfast                                                                         | Irlanda del Nord                                                                | 5 – 0                                                                           | Bulgaria                                                                        | UEFA Nations League 2024-2025 - 1º turno                                        | -                                                                               |                                                                                 |
| 15-11-2024                                                                      | Belfast                                                                         | Irlanda del Nord                                                                | 2 – 0                                                                           | Bielorussia                                                                     | UEFA Nations League 2024-2025 - 1º turno                                        | -                                                                               |                                                                                 |
| 18-11-2024                                                                      | Lussemburgo                                                                     | Lussemburgo                                                                     | 2 – 2                                                                           | Irlanda del Nord                                                                | UEFA Nations League 2024-2025 - 1º turno                                        | -                                                                               | 80’                                                                             |
| 21-3-2025                                                                       | Belfast                                                                         | Irlanda del Nord                                                                | 1 – 1                                                                           | Svizzera                                                                        | Amichevole                                                                      | -                                                                               |                                                                                 |
| 7-6-2025                                                                        | Copenaghen                                                                      | Danimarca                                                                       | 2 – 1                                                                           | Irlanda del Nord                                                                | Amichevole                                                                      | -                                                                               | Cap. 48’                                                                        |
| 10-6-2025                                                                       | Belfast                                                                         | Irlanda del Nord                                                                | 1 – 0                                                                           | Islanda                                                                         | Amichevole                                                                      | -                                                                               | Cap.                                                                            |
| Totale                                                                          |                                                                                 | Presenze                                                                        | 22                                                                              |                                                                                 | Reti                                                                            | 0                                                                               |                                                                                 |

## Palmarès

### Club

#### Competizioni nazionali
- Campionato nordirlandese: 2

Linfield: 2018-2019, 2019-2020